# Fenêtre de Baade
Pour les articles homonymes, voir Fenêtre (homonymie) et Baade.

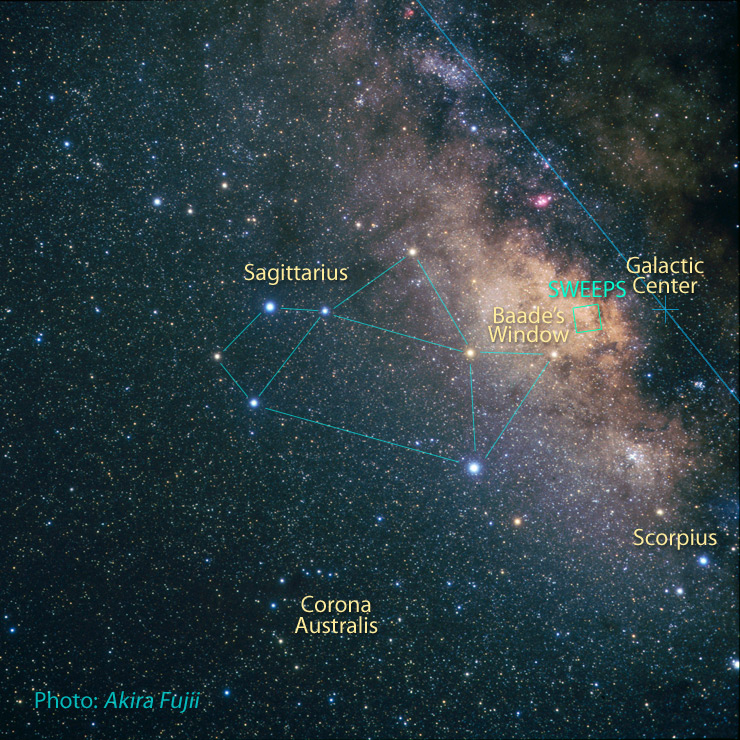
La fenêtre de Baade entre le Sagittaire et le centre galactique.

En astronomie, la fenêtre de Baade est une région de la Voie lactée située à proximité du centre galactique qui présente la particularité de ne pas posséder de quantités notables de poussières en avant-plan. Du fait de cette caractéristique fortuite mais heureuse, la fenêtre de Baade peut être observée dans le domaine visible, alors que les autres régions du centre galactique sont totalement inaccessibles dans ce domaine de longueur d'onde du fait de l'absorption considérable causée par le milieu interstellaire (par exemple l'extinction dans la direction exacte du centre galactique est estimée à 30 magnitudes).

## Découverte et localisation
La fenêtre de Baade est située à peu près en dessous du centre galactique, quand elle est vue depuis l'hémisphère nord. Ses coordonnées galactiques sont ℓ = 1,0 · b = −3,9. À l'œil nu, la fenêtre de Baade est immédiatement observable comme étant une région notablement plus brillante que les autres régions du centre galactique. C'est l'astronome allemand Walter Baade qui en a vu l'intérêt en 1951 pour étudier les populations stellaires de la région centrale de notre Galaxie.

## Populations stellaires
Au sein de la fenêtre de Baade se trouve l'amas globulaire NGC 6522 dont il occupe approximativement le centre. C'est en étudiant les populations stellaires de cet amas que Baade fut le premier en mesure de déterminer la distance du centre galactique, à l'aide de 76 étoiles RR Lyrae qu'il avait trouvées. Le résultat alors obtenu par Baade donnait une distance de 8,7 kiloparsecs, en excellent accord avec la valeur établie depuis (8,5 kpc). Cet accord reste néanmoins très fortuit, Baade ayant fait deux erreurs se compensant : il avait d'une part sur-estimé l'extinction dans la direction de la fenêtre de Baade, et donc surestimé la magnitude apparente de ces astres une fois l'extinction corrigée ; d'autre part, son étalonnage sur la magnitude absolue des étoiles RR Lyrae était également surestimée. Finalement, il croyait avoir affaire à des étoiles plus brillantes que ce qu'elles n'étaient, mais dont l'éclat était plus atténué.

## Référence
- (en) Sidney van den Bergh, The Galaxies of the Local Group, Cambridge University Press, 2000, 328 p. (ISBN 0521651816), page 47.